# Tetraceno

Tetraceno, também chamado de naftaceno ou 2,3-benzantraceno é um hidrocarboneto aromático policíclico. É composto por quatro anéis de benzeno ligados linearmente. Aparenta um aspecto em pó de cor laranja claro.

## Usos e obtenção
O Tetraceno é um semicondutor orgânico molecular, e é usado em transistores de efeito de campo orgânicos e em diodos emissor de luz orgânicos.
Ocorre naturalmente no alcatrão do carvão mineral ou em reação do anidrido ftálico com o naftaleno.